# Thomas Fersen
Pour les articles homonymes, voir Fersen.
Thomas Fersen est un auteur-compositeur-interprète français, né le 4 janvier 1963, à Paris.
Il est principalement connu pour être l'auteur des chansons Le bal des oiseaux, La Chauve-souris, Les Malheurs du lion, Monsieur ou encore Deux pieds.

## Biographie

### Enfance et premières expériences
Il naît le 4 janvier 1963 à la clinique des Bluets à Paris, d'une mère infirmière et d'un père employé de banque venus en région parisienne pour travailler. La famille est originaire de Roanne, où sa grand-mère maternelle est couturière à domicile, son grand-père maternel est employé à mi-temps et pianiste l’après-midi dans un salon de thé, et sa grand-mère paternelle est piqueuse dans une bonneterie. 
Musicalement, il baigne dans la musique classique. « Nous avions dans le salon une chaîne hi-fi intégrée que nous devions manipuler avec des gants blancs ». Il a deux sœurs aînées, qui lui feront découvrir les Beatles, Genesis et Led Zeppelin.
En 1969, la famille quitte Sucy-en-Brie pour le 20e arrondissement de Paris. Thomas rejoint alors l'école primaire de la rue Julien-Lacroix où il est initié à la chanson « paillarde », ses parents l'initiant au cinéma italien.
Autodidacte, il se forme au théâtre et à la musique, dans sa chambre, en incarnant des personnages de son invention (dans des déguisements cousus par sa mère) et en écoutant les 33 tours de sa sœur. 
Citadin, il passe ses vacances d’été dans les Monts de la Madeleine, près de Roanne, où ses parents ont un chalet, et dans une pension de famille dans les Marches, en Italie.
Il entre en 6ᵉ au lycée Jacques-Decour dans le 9ᵉ arrondissement, et rêve devant les vitrines des magasins de musique du quartier de Pigalle. Sa mère lui offre sa première guitare à quatorze ans (1977).  
Il obtient son bac en 1980. Musicalement, l'artiste se cherche. Il est tout d'abord attiré par le jazz et vers 15 ans, il prend des cours de guitare jazz dans le sous-sol d'un magasin de musique. Il est ensuite marqué par The Clash et la musique punk : il va les voir lors du concert en 1981 au Palais des sports et ressent sa « plus grande claque ». Dans la foulée, il crée ses deux premiers groupes de punk/rock, « Figure of Fun » et « UU ».   
Il fait son service militaire en 1984/1985. Titulaire d’un BTS d’électronique obtenu en candidat libre en 1985, il travaille comme câbleur à mi-temps. Il part plusieurs semaines en Amérique centrale en 1986.  
À son retour, Il choisit le nom de scène Thomas Fersen, en hommage à Tomás Boy et Axel de Fersen. Il part seul en Norvège à l'été 1987. Il trouve une compagnie dans la littérature avec La Montagne magique de Thomas Mann recommandé par son père des années auparavant et qu’il a emporté dans ses bagages. Il rencontre Vincent Frèrebeau à l'automne 1987, lequel réalise son premier 45 tours Ton héros Jane qui sort en 1988 (chez Philips/Phonogram).
Il sort un deuxième 45 tours en 1990 Le Peuple de la nuit (chez Vogue). Les deux 45 tours restent confidentiels.
En 1991, il saisit l’occasion de chanter une fois par semaine un répertoire de reprises choisies par lui en s’accompagnant à la guitare et par sa femme Véronique Vernon au piano, dans un restaurant thaïlandais derrière la Place de Clichy dans le 18e arrondissement de Paris, expérience déterminante qui transforme sa façon d’écrire des chansons.

### Carrière de 1992 à 2010

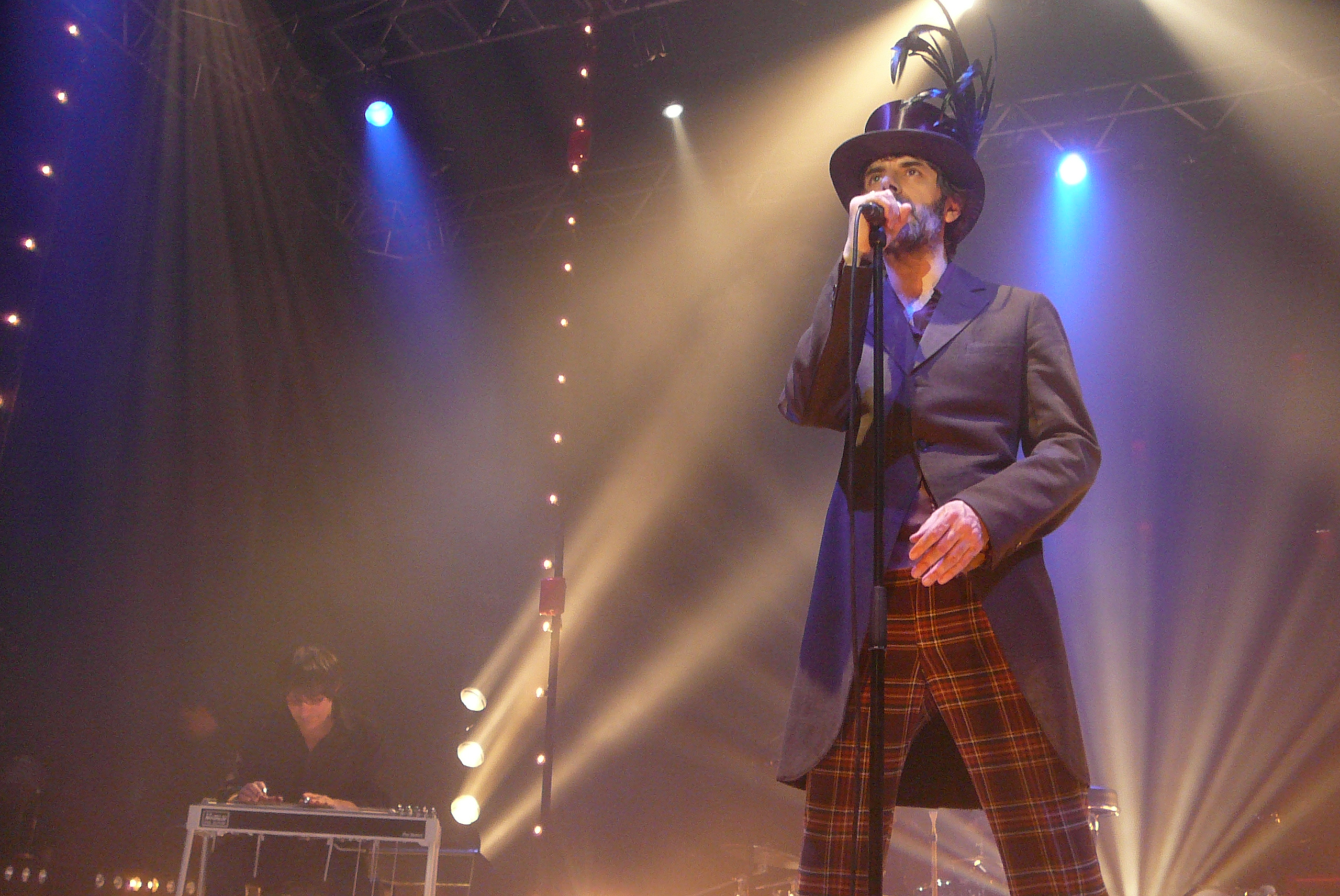
Thomas Fersen en concert à Lyon en 2009

La même année, Vincent Frèrebeau nouvellement directeur artistique chez WEA Music, lui propose un contrat et réalise en juin 1992 son premier album, Le Bal des oiseaux, dans le théâtre du casino du Val-André, en Bretagne. Sorti en 1993, cet album lui apporte une reconnaissance immédiate et vaut à Thomas Fersen le prix de la Victoire de la musique de la révélation variétés masculine en 1994. La photo de l'album est signée Robert Doisneau décédé l'année suivante.
Fersen compose l'ensemble des paroles et des musiques à l'exception de Pour toi mon amour qui est un poème de Jacques Prévert. À trente ans, il voit sa carrière désormais lancée.
Le deuxième album, Les Ronds de carotte, sort en 1995, chez WEA Music. L'album est enregistré aux studios Puk au Danemark. Fersen signe à nouveau paroles et musique à l'exception de Bella Ciao, reprise du chant de révolte italien. La photo illustrant l'album est réalisée par Jean-Baptiste Mondino. L'album est très marqué par Paris : la Seine et ses ponts (Pont Mirabeau), le métro (Dans les transports), les cafés (Au café de la paix)  à l'exception de deux morceaux sur Hugo (cyclone ayant ravagé les Antilles en 1989).
En 1997 Fersen quitte WEA Music pour rejoindre le label tôt Ou tard. Il sort Le Jour du poisson, album enregistré à New York au studio Clinton et qui sera également disque d'or.
En 1998 lui est décerné le prix Raoul-Breton. Il fait partie de ce qui a été appelé la nouvelle scène française, courant musical de la décennie porté par une émergence de jeunes talents (avec Vincent Delerm, Miossec, Dominique A, Jeanne Cherhal etc.),.
Qu4tre sort en novembre 1998 et reçoit le prix de l’Académie Charles-Cros. Il devient double disque d'or, comme les précédents. La pochette est illustrée par une photo de Jean-Baptiste Mondino, prise à l'aéroport du Bourget. Cet album sera le support d'une première grosse tournée qui donnera lieu à la sortie d'un triple album public enregistré lors de ces concerts : Triplex enregistré entre juin 1998 et juin 2001. Les captations des 3 disques ont eu lieu lors des concerts à la Cigale (Paris - juin 2001), au Cabaret de Montréal (mai 2001) et à l'Européen (Paris - juin 1998).

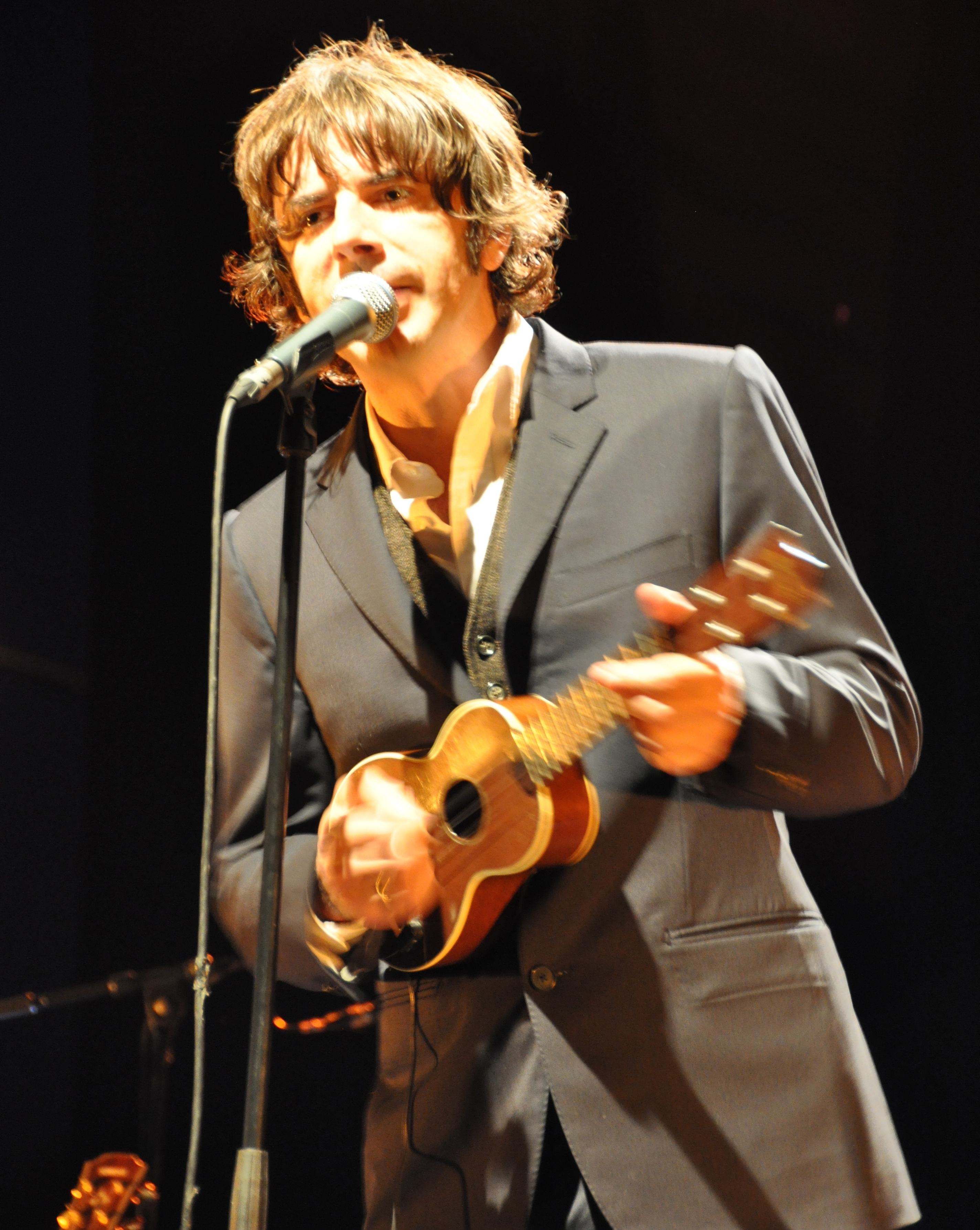
Thomas Fersen à Marseillette le 5 juin 2010.

En 2003, pour ses 40 ans, sort son cinquième album studio, toujours édité par tôt Ou tard : Pièce montée des grands jours. Comme sur les précédents albums, la pochette est à nouveau signée Mondino, Thomas Fersen y figure avec une tête de porc sur les genoux continuant le bestiaire amorcé sur les précédentes pochettes (lapin, poisson, oiseau). L'album comprend l'unique duo chanté par Fersen : le titre Pièce montée des grands jours chanté avec Marie Trintignant quelques mois avant son décès. Un projet musical était en cours entre les deux artistes et les chansons étaient écrites.
Lors de la tournée de l’album Pièce montée des grands jours, les concerts des 20 et 21 novembre 2003 donnent lieu à une captation qui sort le 26 octobre 2004 intitulée La Cigale des grands jours. Le concert sort sous un double format, un CD et un DVD (lequel contient 3 titres supplémentaires : Bambi, Chez toi et je suis dev'nue la bonne).
Le Pavillon des fous sort ensuite en 2005, galerie de 11 portraits faisant penser à Vol au-dessus d'un nid de coucou de Miloš Forman, avec des personnages glaçants comme Hyacinthe. L'album est né de souvenirs d'enfance liés à un inquiétant voisin : « mes sœurs étaient tétanisées à l'idée de le croiser ». À noter les chœurs de Catherine Ringer sur le titre Maudie, très inquiétant portrait d'une sœur imaginaire qui se prend pour la reine d'Angleterre. La pochette (toujours de Mondino) semble être à nouveau une référence cinématographique, plus particulièrement à Orange mécanique de Stanley Kubrick. Seule respiration légère de l'album : Zaza.
La première compilation sort en 2007, Gratte-moi la puce. C'est une ré-instrumentation de 20 titres à l'ukulélé. Pierre Sangrà joue de l'ukulélé baryton et de la mandoline tandis que Fersen joue du piano et de l'ukulélé soprano. S'ensuit un tour de chant, Duo ukulélé, où ils ne sont que deux sur scène et où le duo propose une réorchestration du répertoire de Fersen.
En juillet 2010 il est nommé officier dans l'ordre des Arts et des Lettres. Il avait déjà été précédemment nommé Chevalier de l'ordre des Arts et des Lettres en juin 2003.

### Carrière depuis 2011
À partir de février 2012 Thomas Fersen entame une série de soixante représentations de l'Histoire du soldat (texte de Charles Ferdinand Ramuz, musique d'Igor Stravinsky et mise en scène de Roland Auzet).
Le troisième album public sort fin 2015 en tirage limité : C'est du Limoges enregistré au Centre Culturel John Lennon de la ville lors du concert du 20 novembre 2013. Le disque sort le 4 décembre sur les plateformes d'achat en ligne et en version CD le 16 décembre. Sur scène, il est accompagné entre autres par Oliver Smith (basse), Remy Kaprielan (batterie), Pierre Sangrà (guitare), Lionel Gaget (claviers), Franck Boiron (trombone) et Baptiste Sarat (trompette). Thomas Fersen joue du piano et de l'ukulélé soprano.
En rupture avec la série des albums précédents, Fersen sort le 23 septembre 2013 Thomas Fersen & The Ginger Accident. Musicalement, l'ukulélé a disparu, remplacé par des cordes plus présentes ainsi que des cuivres et de la batterie. La raison de ces nouveaux arrangements est donnée dans le titre : alors que Fersen avait déjà écrit tout l'album, il a eu envie de changer de méthode de travail et de laisser à Cédric de la Chapelle et à son groupe Ginger Accident le soin de mettre ses textes en musique, d'où la couleur plus sixties et des chœurs beaucoup plus présents. La collaboration devait se limiter à un titre ou deux au début mais finalement, c'est tout l'album qui sera pris en charge par le groupe. L’accueil reçoit un accueil mitigé, le résultat est déroutant,. Ce changement s'est également déroulé sous la pression de la maison de disques Tôt ou tard et de son responsable Vincent Frèrebeau qui lui disait qu'il avait « encore fait du Thomas Fersen ».
Le 27 janvier 2017 il sort son dixième album (en 25 ans de carrière), Un coup de queue de vache, accompagné d'un quatuor à cordes et arrangé par Joseph Racaille. Thomas Fersen ne se sent plus en accord avec son label tôt Ou tard et sort, pour la première fois, un album sous son propre label Éditions Bucéphale distribué par Believe. Il s'interroge sur l’évolution de l'industrie musicale et déclare ne plus pouvoir vivre de sa musique : « Qu4tre, c’était 225 000 [exemplaires], l’âge d’or en 1998. Ensuite, ça n’a fait que descendre, une perte de 40% à chaque fois ». Son dernier opus ne s’était écoulé qu'à 17 000 exemplaires alors que ses quatre premiers albums studio avaient chacun été disque d'or (100 000 exemplaires).
En 2018 l'Académie française lui décerne la Grande Médaille de la chanson française (médaille vermeil) pour l'ensemble de ses chansons.
L’album C'est tout ce qu'il me reste sort le 27 septembre 2019, toujours aux Éditions Bucéphale. Fersen retrouve sa liberté artistique puisqu'il écrit paroles et musiques, produit et fait les arrangements. Sur le format, il s’affranchit également des contraintes habituelles avec des titres allant de 2 min 15 s (Les vieilles) à 10 min 30 s (La mare).
La mare revient de manière onirique pendant plus de 10 minutes. Il s'agit d'une chanson sans refrain sur les craintes de sa mère de le voir sombrer à l'adolescence, du mauvais côté (« Ma mère avait si peur / Que je tombe dans la mare / Et dans ce qui est trouble / Et dans ce qui est double / Ce qui a deux côtés »). La longueur du morceau fait que Fersen l'exclut des titres joués sur scène lors de la tournée.
Musicalement, il retrouve sur le disque comme sur la tournée Pierre Sangrà (guitare, saz et banjo), Lionel Gaget (claviers), Rémy Kaprielan (batterie) et Alejandro Barcelona (accordéon). Ce dernier accompagne Fersen depuis le premier album en 1993[réf. souhaitée].

## Publications
- Bucéphale avec des photos de Robert Doisneau (Éditions du Rouergue)
- La chauve-souris illustré par Aude Poirot (Point de suspension)
- Dugenou illustré par Elisabeth Eudes-Pascal (Les 400 coups)
- Croque illustré par Manon Gauthier (Les 400 coups)
- Les malheurs du lion illustré par Bruce Roberts (Les 400 coups)
- Un poil dans la choucroute (Textuel)
- Germaine illustré par Marianne Ratier (Marmaille & Compagnie)
- Les petits sabots illustré par Aurélien Police (Marmaille & Compagnie)
- Saute-la-Puce livre-disque illustré par Benoît Debecker (Margot), coup de cœur jeune public de l’Académie Charles-Cros
- Dieu sur Terre roman (L’Iconoclaste)

## Figurations
- 2005 : Mon Ange, de Serge Frydman - le client du café
- 2009 : Gaston - Gaston Lagaffe (uniquement dans le pilote, finalement remplacé par Micha Lescot)
- 2010 : Gainsbourg, vie héroïque, de Joann Sfar - Le loup (scène coupée, présente dans les bonus DVD)

## Récompenses

### Distinctions honorifiques
Chevalier de l'ordre des Arts et des Lettres - Décoré en juin 2003 par le ministre de la Culture et de la Communication, Jean-Jacques Aillagon. 
 Officier de l'ordre des Arts et des Lettres - En juillet 2010, il est promu officier dans l'ordre des Arts et des Lettres.